# Franulka (województwo wielkopolskie)
Franulka – osada w Polsce, w województwie wielkopolskim, w powiecie wrzesińskim, w gminie Miłosław.
Do 2023 miejscowość była częścią wsi Bugaj.
W latach 1975–1998 Franulka administracyjnie należała do województwa poznańskiego.